# 市原パワー市原発電所
市原パワー市原発電所（いちはらパワーいちはらはつでんしょ）は、千葉県市原市八幡海岸通1（三井造船千葉事業所内）にある火力発電所。

## 概要
電源開発と三井造船（現三井E&Sホールディングス）が共同出資して設立した市原パワー株式会社が建設した発電所である。三井造船千葉事業所の敷地内で、特定規模電気事業者(PPS)向け電気供給事業として2003年3月に着工し、2004年10月1日に運転を開始した。2014年度に、関西電力の子会社である関電エネルギーソリューションが市原パワーの全株式を買収し、完全子会社化した。

## 発電設備
1号機
発電方式：コンバインドサイクル発電方式
定格出力：11万kW
使用燃料：LNG
営業運転開始：2004年10月